# Ivanka Popović
Ivanka Popović (Rio de Žaneiro, 1959) srpska je univerzitetska profesorka i hemičarka. Ona je profesorka Univerziteta u Beogradu, u zvanju redovni profesor u penziji. Prof. dr Ivanka Popović je bila rektorka Univerziteta u Beogradu, kao druga žena na tom položaju.

## Biografija
Ivanka Popović je rođena 1959. godine u Rio de Žaneiru. Potiče iz ugledne novosadske porodice. Deda joj je bio senator Daka Popović, prvi ban Dunavske banovine, a otac ambasador Gavra Popović, jugoslovenski diplomata.
Završila je Tehnološko-metalurški fakultet, gde je magistrirala i doktorirala i prošla sva zvanja, do zvanja redovne profesorke.
Bila je prodekan na matičnom fakultetu, a potom i kao dekan od 2006. do 2012. godine.
Bavi se istraživanjima o degradaciji i stabilizaciji polimera, kinetici polimerizacije, reciklaži polimera i održivim razvojem.
Bila je mentor preko 50 diplomskih, završnih i master radova, osam magistarskih i šest doktorskih disertacija. Autorka ili koautorka je više od 85 naučnih radova, objavljenih u međunarodnim ili nacionalnim časopisima.
Izabrana je za rektorku Univerziteta u Beogradu 29. maja 2018.
Dobitnica medalje Srpskog hemijskog društva za uspeh i pregalaštvo u nauci. U Decembru 2020. dodeljena joj je „Nagrada za izuzetnost” Hemofarm fondacije.
Govori engleski i nemački, služi se francuskim.

## Odabrana dela
1. Sanja Seslija, Đorđe Veljović, Melina Kalagasidis Krušić, Jasna Stevanović, Sava Veličković i Ivanka Popović, Cross-linking of highly methoxylated pectin with copper: the specific anion influence, NEW JOURNAL OF CHEMISTRY, 40, 2016, pp. 1618–1625; 10.1039/C5NJ03320A
2. Nedeljko Milosavljević, Nikola Milašinović, Ivanka Popović, Jovanka Filipović i Melina Kalagasidis Krušić, Preparation and characterization of pH-sensitive hydrogels based on chitosan, itaconic acid and methacrylic acid, POLYMER INTERNATIONAL, 60, 3, 2011, pp. 443–452
3. Nedeljko Milosavljević, Ljiljana Kljajević, Ivanka Popović, Jovanka Filipović i Melina Kalagasidis Krušić, Chitosan, itaconic acid and poly(vinyl alcohol) hybrid polymer networks of high degree of swelling and good mechanical strength, POLYMER INTERNATIONAL, 59, 5, 2010, pp. 686–694
4. Lynne Katsikas, Milena Avramović, Cortes Ruben Dario Betancourt, Milos Milovanović, Melina Kalagasidis Krušić i Ivanka Popović, The thermal stability of poly(methyl methacrylate) prepared by RAFT polymerisation, JOURNAL OF THE SERBIAN CHEMICAL SOCIETY, 73, 8-9, 2008, pp. 915–921
5. Sava Veličković, Melina Kalagasidis Krušić, Rada Pjanović, Nevenka Bošković-Vragolović, Peter Griffits i Ivanka Popović, The diffusion of water in poly(ditetrahydrofurfuryl itaconate), POLYMER, 46, 19, 2005, pp. 7982–7988
6. B. Popović, R.S. Jovanović, Enis DŽunuzović, Ivanka Popović i Dragan Jocić, Structural changes in the fabrication and ageing of PA66 textured yarn, MACROMOLECULAR MATERIALS AND ENGINEERING, 290, 2005, pp. 143–148; 10.1002/mame.200400200[4]

## Spoljašnje veze
- Rektorka posle dogovora sa studentima: Garantujem da imam snage da sprovedem proceduru utvrđivanja validnosti doktorata Siniše Malog (24. septembar 2019)
- Intervju petkom – rektorka Ivanka Popović: „Nije fer osuđivati one koji bi da odu odavde“ (24. januar 2020)